# Hubbellia marginifera
Hubbellia marginifera är en insektsart som först beskrevs av Walker, F. 1869.  Hubbellia marginifera ingår i släktet Hubbellia och familjen vårtbitare. Inga underarter finns listade i Catalogue of Life.